# ナセBA
ナセBA（ナセバ）は、山形県米沢市にある文化複合施設。

## 概要
米沢市の市街地に位置し、市民ギャラリーと図書館を併設した複合施設として開館した。建物は5階建てで、1階がよねざわ市民ギャラリー、2階が市立米沢図書館、3階～5階は建物の壁を利用した壁面書庫や貴重書庫とした。
米沢は年間累積積雪深が10mに達することもある特別豪雪地帯であることを踏まえ、設計を手掛けた山下設計は、冬でも明るく暖かで快適な市民の居場所「本の広場」を実現すること、さらに、中心部に古くから残る住宅的スケールの町並みに呼応する複合施設の具現化に主眼を置き、開放的な環境の市民ギャラリーを1階、静かな環境の図書館を2階に配置することを基本コンセプトとして据えた。また外壁には、特殊加工した市有林のスギの間伐材300本を使用。これによって、断熱効果を高めるとともに、自然に溶け込んだ風景の一つになるような外観を目指した。このほか、建物の外周には"こまや"と呼ばれる広い軒下空間を整備した。2017年度グッドデザイン賞と第60回（2019年）BCS賞を受賞している。
愛称は、2016年3月15日 - 4月15日の1ヵ月間に一般公募され、候補1434点（1人3点まで応募可能）の中から選ばれた。応募総数は869人で、山形県内（米沢市内を含む）よりも山形県外からの応募が多かった。愛称は最優秀賞を受賞した「naseBA」を基に決定した。これは米沢藩9代藩主・上杉鷹山の名言、「なせばなる」に由来し、"BA"はBOOK（本=図書館）とART（芸術=市民ギャラリー）の頭文字を組み合わせたもの。優秀賞には「たねーる」、「学美の森」（まなびのもり）、「YOの音」（よのおと）が選ばれた。

## 背景
1965年（昭和40年代）以降、米沢市では市庁舎、図書館などの公共機能が中心市街地から郊外（金池地区）に移転した。それに付随して、次第に商業施設も同地区に集積し始め、中心市街地の空洞化が進行した。
こうしたことから、市は2009年度に策定した都市再生整備計画において、新図書館・市民ギャラリー整備事業を中心市街地の再整備における中核的事業の一つとして位置づけ、更に市は2011年度に中心市街地の賑わいの再生を目指す為、中心市街地活性化基本計画を策定。その一つとして、新図書館と新市民ギャラリーを市街地に再整備する方針を盛り込んだ。本計画は中心市街地の再生のみならず、市民の文化生活の質を高め、「文化が薫るまち」を実現させることも目的とした。
当初、ナセBAは、米沢ゆかりの直江兼続、上杉景勝、前田慶次など武将をテーマにした観光施設「戦国の杜」などが入っていた商業ビル「ポポロ館（1991年6月までジャスコ米沢店が核テナントとして営業。詳細は過去に存在したジャスコの店舗#山形県を参照）」の跡地に建設を予定していたが、テナントの立ち退きが難航したため、西隣のまちの広場（米沢ファミリーデパート）跡地に建設地が変更となった。
ナセBAは2013年9月に着工、2015年12月での完成、2016年4月1日の開館を目指し工事を進めた。しかし、2014年 - 2015年にかけての大雪や全国的な建設労働者不足が影響し、工期が2016年3月に延期され、予定より3ヵ月遅れとなる同年7月1日に開館した。総事業費は約28億円。
開館1年目の9ヶ月間の入館者は、図書館が約30万人、ギャラリーが約6万3千人を数えた。また、市の実施したナセBA近隣における歩行者・自転車の通行量調査では、双方の数値がナセBA開館以前の調査時の数値より上回った。この調査結果を受け、市ではナセBAの整備が歩行者らの減少に歯止めをかけ、まちなかのにぎわいづくりに効果があったとみている。

## 施設概要

### よねざわ市民ギャラリー
ナセBAの1階に位置する。市民の美術作品等の発表や鑑賞に幅広く利用してもらう為に設置された。市民ギャラリーの展示室は可動壁によって9つの展示室に分割が可能である。この他、オープンギャラリーや使用料が徴収されるが、体験学習室も設けられている。また、ブックカフェも併設されている。
館内概要
| - 第1展示室 - 第2展示室 - 第3展示室 | - 第4展示室 - 第5展示室 - 第6展示室 | - 第7展示室 - 第8展示室 - 第9展示室 | - オープンギャラリー - 体験学習室1 - 体験学習室2 - ブックカフェ |

### 市立米沢図書館
以前は金池三丁目の置賜総合文化センターに併設していたが、開架・閲覧面積が手狭であったほか、駐車場も不足気味であったため、市は図書館および市民ギャラリーを併設した文化交流施設の建設計画を策定。よねざわ市民ギャラリーと同日、新館としてオープンした。ナセBAの2Fに位置する。2016年3月から新館のオープンまでの移転期間は休館していた。
図書館内の中心は5階まで吹き抜けとなっており、3階〜5階に壁面書庫が並んでいる（一般の入室は不可）。
貸出サービスは、利用者カードを保持している人を対象に行っている。利用者カードは置賜地方に在住、米沢市内に通勤、通学している人を対象に交付されている。貸出点数とその日数は個人と団体で異なり、図書・雑誌は、個人の場合は一度に10冊まで、貸出期間は14日間、団体は1団体100冊まで、貸出期間は1ヵ月間となっている。DVD・CDは個人・団体共に3点まで、貸出期間は7日間となっている。返却は原則カウンターとなっているが、返却用のブックポストが2ヵ所に存在し、休館中もこのポストを利用し返却可能。
主なコーナー
- 一般図書コーナー
- 新聞・雑誌閲覧コーナー
- 閲覧コーナー
- 子ども図書コーナー
  - コーナー内にある「おはなしのへや」の壁には米沢市出身の漫画家、ますむらひろしの描き下ろしによる絵がステンドグラスに飾られている[4]。
- 郷土資料コーナー
- AVコーナー
  - 館内のDVDやCDの視聴が可能。利用の際はカウンターで申し出が必要[20]。
- 先人顕彰コーナー

申し込みが必要だが、インターネットの閲覧も調査研究が目的なら可能。また、コピーサービスも有料で行っている。

## 開館時間・休館日
| ナセBA - 開館時間 - 午前9:00 - 午後8:00 - 休館日 - 年末年始（12月29日 - 1月3日） - 施設点検等館内整理日 | よねざわ市民ギャラリー - 開館時間 - 午前10:00 - 午後6:00 - 休館日 - 年末年始（12月29日 - 1月3日） - 館内整理日（施設保守点検など） | 市立米沢図書館 - 開館時間 - 平日 - 4月 - 9月：午前10:00 - 午後8:00 - 1 0月 - 3月：午前10:00 - 午後7:00 - 土・日・祝日 - 午前9:00 - 午後7:00 - 休館日 - 毎月第4木曜日（祝日に当たる時は、次の日の平日） - 年末年始（12月29日 - 1月3日） - 蔵書点検期間（年1回） |

## アクセス
- JR米沢駅から1.5km[21]
- バス
  - 米沢駅→市内循環バス左回り路線「門東町3丁目」下車[21]
- タクシー
  - 米沢駅から約5分[21]
- 車
  - 山形自動車道山形蔵王ICから国道13号経由で約50分[21]
  - 東北自動車道福島飯坂ICから国道13号経由で約50分[21]
  - 東北中央自動車道米沢中央ICから約10分

駐車場は、建物のすぐ近くにある"まちなか駐車場"がある（153台収容（うち身障者等用3台）、米沢市民文化会館と併用）。自転車やバイクの駐輪場も別に存在する。

## 周辺
- 米沢市市民文化会館 - ナセBAと隣接している。
- 松岬公園（米沢城趾）
- 伝国の杜（米沢市上杉博物館、置賜文化ホール）
- 上杉伯爵邸

### 注
1. ↑  2010年4月から2012年3月までの限定事業。